# مزدا ام‌ایکس-۳
مزدا ام‌ایکس-۳ (Mazda MX-۳) خودرویی است که در سال‌های ۱۹۹۲–۱۹۹۸ توسط شرکت مزدا در هیروشیما، ژاپن، تولید شده‌است. طراحی آن خودروهای موتور جلو-محور جلو بوده طول آن در حالت طبیعی ۴٬۲۰۸ میلیمتر (۱۶۵٫۷ اینچ)، عرض آن در حالت طبیعی ۱٬۶۹۵ میلیمتر (۶۶٫۷ اینچ)، است.سیستم جعبه‌دندهٔ آن ۴، دنده به دو صورت خودکار و دستی است.

## نگارخانه

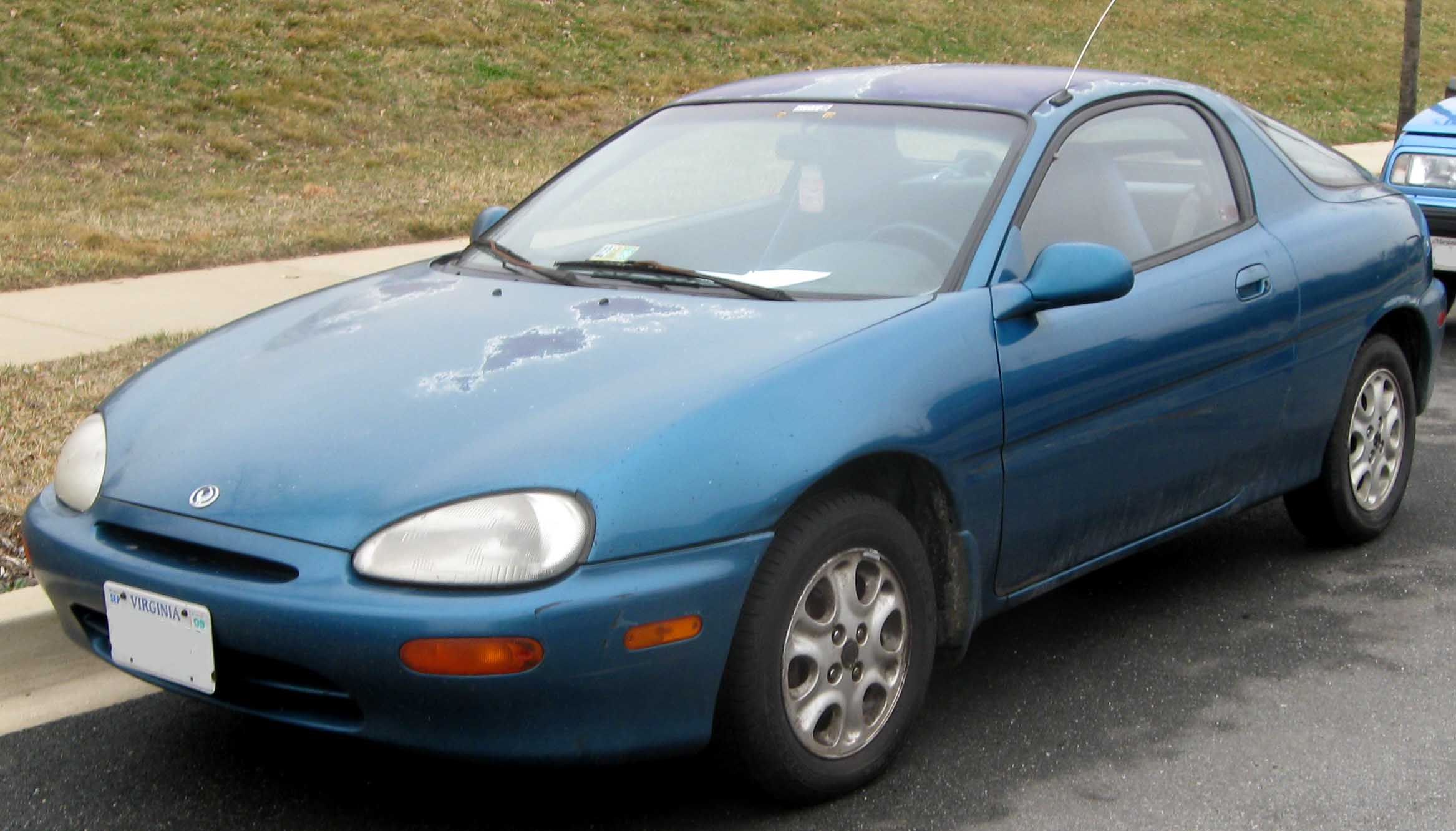
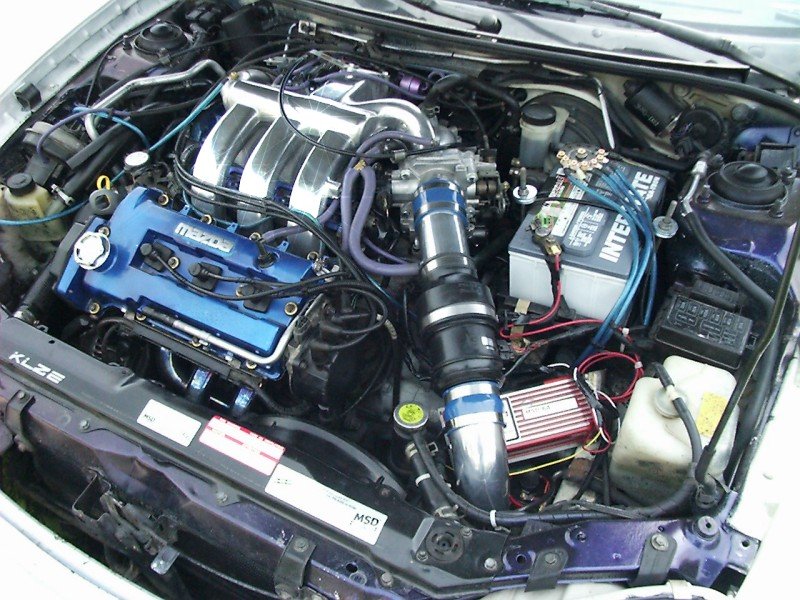
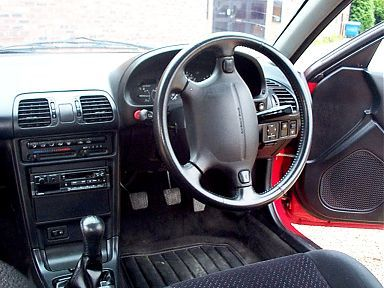
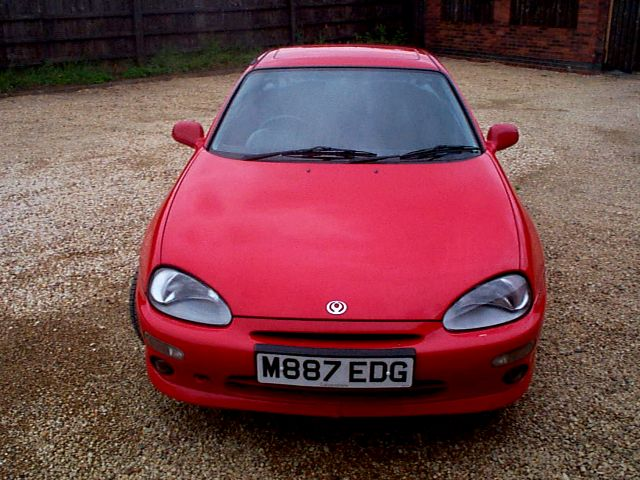
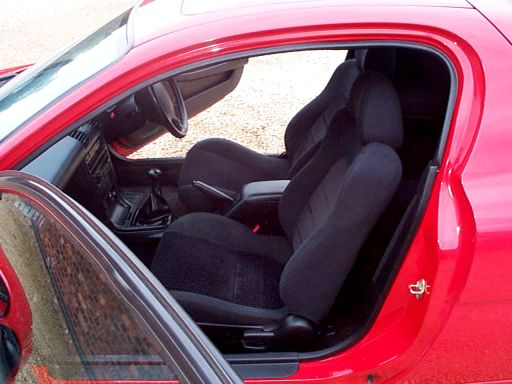
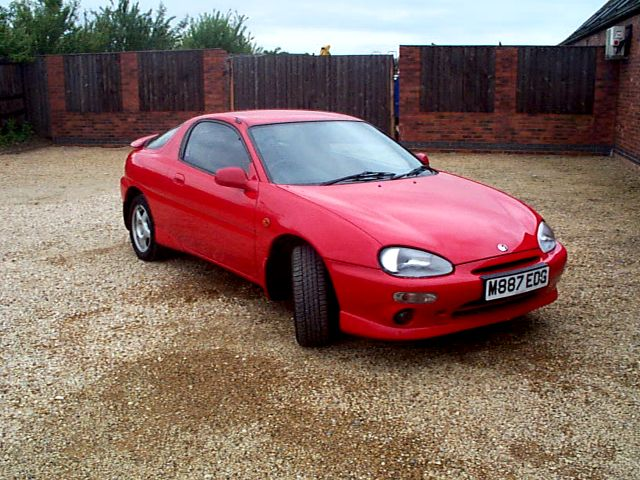